# Tigrane Ier
Pour les articles homonymes, voir Tigrane.
Tigrane Ier (en arménien Տիգրան Առաջին) est un roi d'Arménie de la dynastie artaxiade, dont les dates de règne et la succession sont contestées.

## Biographie
Second fils d'Artaxias Ier, il succède à son frère Artavazde Ier et règne sur l'Arménie de 123 à 95 av. J.-C.. Selon Ampélius, il aurait procuré une aide militaire aux Romains lors de la troisième guerre punique. Son fils Tigrane II lui succède.
Ses dates de règne et sa succession sont incertaines : à la différence de l'opinion majoritaire suivant Cyrille Toumanoff, Vahan Kurkjian estime qu'il règne de 149 à 123 av. J.-C. et n'indique pas son successeur. René Grousset reprend cette date de fin de règne et le fait suivre sur le trône par Artavazde (II), probablement dans cette hypothèse le frère aîné du futur Tigrane II.